# Broumovice
Broumovice (voorheen: Brúmowicze en Braumovice - Duits: Bromowitz) is een Tsjechische plaats in de gemeente Neustupov, regio Midden-Bohemen, en maakt deel uit van het district Benešov. Het dorp ligt op 2 kilometer afstand van Neustupov en pal naast Vlčkovice.
Broumovice telt 37 inwoners (2021).

## Etymologie
De naam is afgeleid van de eigennaam Brúm en betekent dorp van de afstammelingen van Brúm. 

## Geografie
Natuurmonument Vlčkovice – Dubský ligt in de buurt van het dorp.

## Geschiedenis
De eerste schriftelijke vermelding van het dorp dateert van 1359, toen Johannes de Bramouwicz werd herdacht. In het verleden had Broumovice een eigen wapen met daarop afgebeeld een narrenhoofd met ezelsoren.
Sinds 1960 is Broumovice ondergebracht bij het district Benešov.

## Verkeer en vervoer

### Autowegen
Er leidt een regionale weg naar het dorp.

### Spoorlijnen
Er is geen station in Broumovice. Het dichtstbijzijnde station is in Votice, op zo'n zeven kilometer afstand. Dat station ligt aan spoorlijn 220 van Praag naar Tábor.

### Buslijnen
Er is één bushalte in het dorp:
| Halte                 | Lijn(en) | Traject(en)     | Vervoerder(s) |
| --------------------- | -------- | --------------- | ------------- |
| Neustupov, Broumovice | 532      | Jankov - Votice | CŠAD Benešov  |

## Galerij

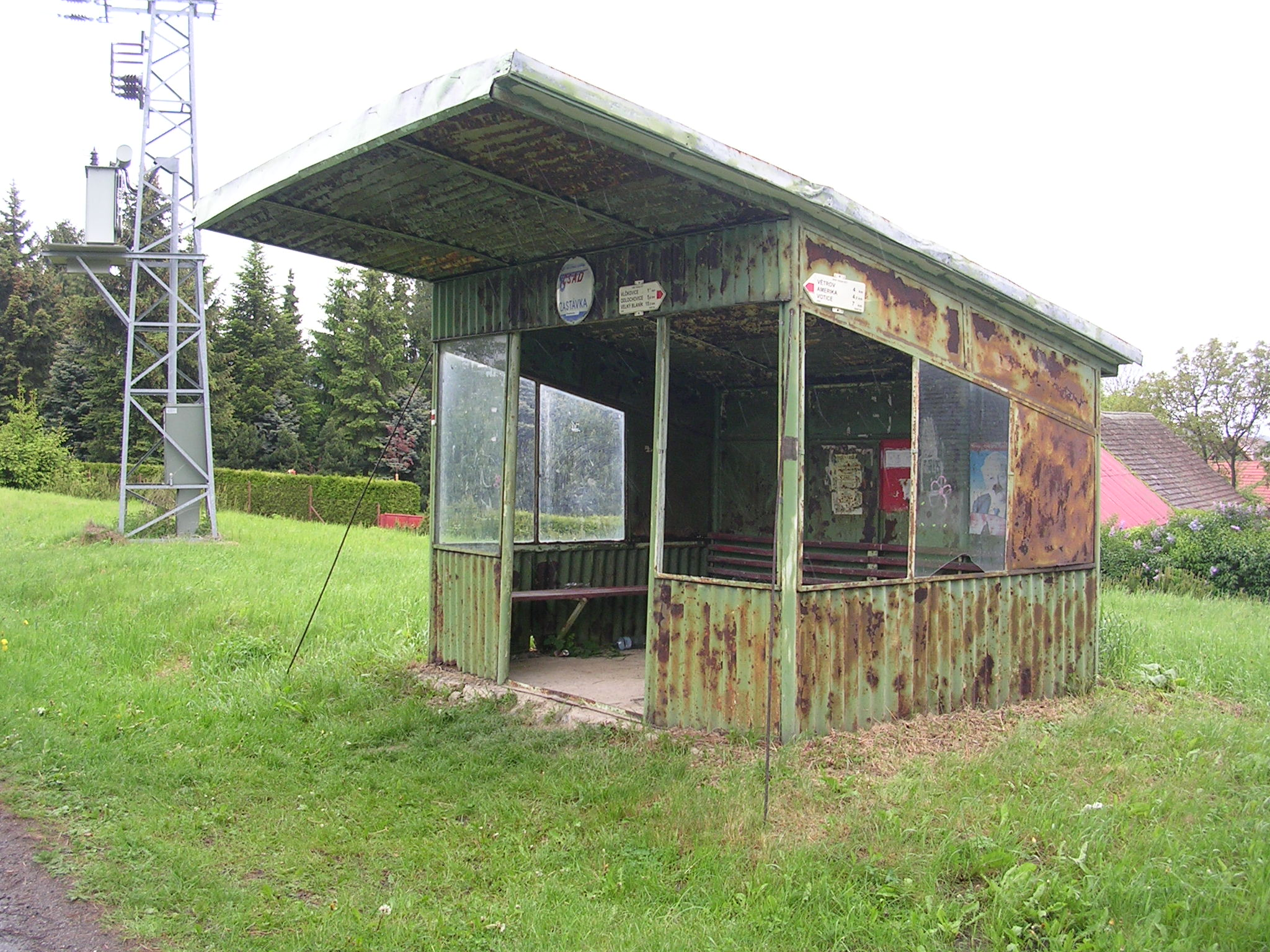
Bushalte in het dorp (2009)
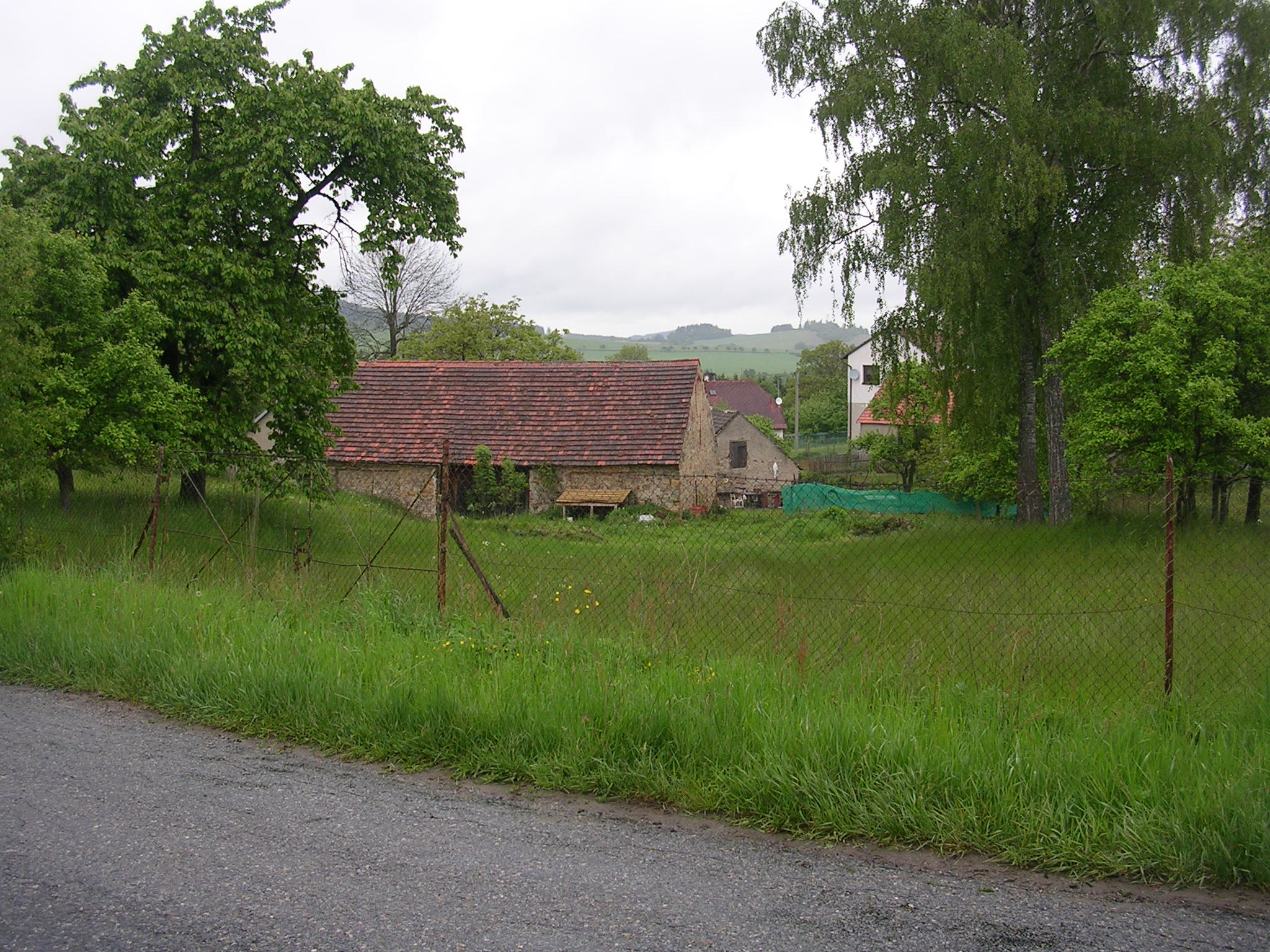
Huizen in het dorp (2009)